# Ransigaon
Ransigaon foun un estat tributari protegit, un jagir feudatari de Jodhpur, originat en Rao Champaji, tercer fill de Rao Ranmalji de Marwar, que va rebre el principat (jagir) de Kaparda el 1416. El seu fill Rao Bhairav Dasji li va succeir el 1466 i a la seva mort el 1520 va pujar al tron el seu fill Rao Jaisoji que va rebre Ransigaon. Champaji fou origen del clan rathos dels Champawat que va originar els thakurs de Peelwa, Kaparda, Ransigaon, Balotra, Haryadhana, Daspan, Pokhran, Auwa, Palri, Rohet, Singari, Dhandiyan, Bajekan-Dhingsara, Hursola, Sutlana, Jawula i Kaatoh entre altres menors.

## Llista de rages
- Rao Champaji de Kaparda 1416-1466
- Rao Bhairav Dasji de Kaparda 1466-1520
- Rao Jaisoji de Ransigaon 1520-1541
- Rao Mandolji de Ransigaon 1541-1579 (ancestre també dels thakurs de Kasari, Sukhbasni, Daholi Mithi, Tatarwa, i Binasar
- Thakur Gopal Dasji de Pali 1579-1607 (altres germans foren thakurs de Ganthia, d'Haslav (aquest origen dels thakurs de Bajekan-Dhingsara), i de Badi Khatu.
- Thakur Vithal Dasji de Ransigaon i Rinsi 1607- ? (fill) origen dels thakurs de Khiwada, Bhinmal, Daspan, Pokhran, Aasaana, Geejgarh, Gadora, Bakara, Pali, Khejarli, Hariyadhana, Sarecha, Bhavi, Dudhana, Bhachthana, Mandli, Manihari i Ghudo Chahano (un germà fou thalur de Rohet)
- Thakur Prithwi Raj
- Thakur Dhanraj Singh
- Thakur Mokan Singh
- Thakur Bhawani Singh
- Thakur Sadul Singh
- Thakur Tej Singh
- Thakur Jawar Singh